# 天珠

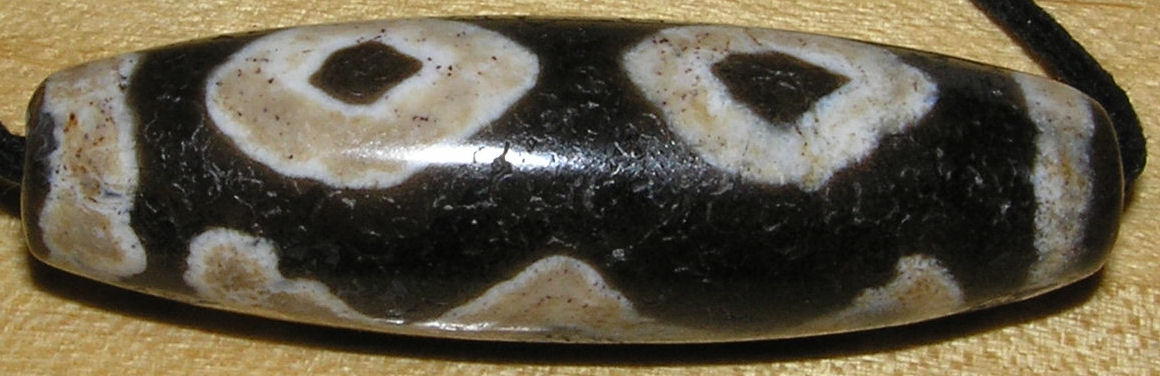
二眼天珠

天珠，藏语称思（藏語：གཟི།，威利转写：dzi），是一種鑲蝕瑪瑙珠飾。目前詳細產地及出處不明。有些說法稱它們原本产自印度。
天珠這一詞為早期台灣收藏家取的名字，原本藏文名字為思，轉寫為dzi，拼音為zi。
天珠據傳說為吐蕃帝國與大食帝國交戰時藏人帶回的戰利品，由於藏人無法自行製作天珠，因此天珠在藏文化中具有崇高的地位。大食帝國的波斯人曾經擁有發達的珠寶加工技術，他們掌握了瑪瑙鑲蝕染色技術，並利用印度坎貝地區產出的瑪瑙加工成天珠。